# Куладинское сельское поселение
Куладинское се́льское поселе́ние — муниципальное образование в Онгудайском муниципальном районе Республики Алтай Российской Федерации.
Административный центр — село Кулада.

## История
Статус и границы сельского поселения установлены Законом Республики Алтай от 13 января 2005 года № 10-РЗ «Об образовании муниципальных образований, наделении соответствующим статусом и установлении их границ».

## Население
| 2010 | 2011 | 2012 | 2013 | 2014 | 2015 | 2016 | 2017 | 2018 |
| ---- | ---- | ---- | ---- | ---- | ---- | ---- | ---- | ---- |
| 812  | ↘809 | ↘772 | ↘735 | ↗743 | ↘741 | ↘729 | ↗732 | ↘731 |
| 2019 | 2020 | 2021 |      |      |      |      |      |      |
| ↗745 | ↘741 | ↗798 |      |      |      |      |      |      |

## Состав сельского поселения
| № | Населённый пункт | Тип населённого пункта       | Население |
| - | ---------------- | ---------------------------- | --------- |
| 1 | Кулада           | село, административный центр | ↘467      |
| 2 | Боочи            | село                         | ↘262      |